# 杨惠川
杨惠川（1939年—），河北衡水人，中国人民解放军将领、中国人民解放军中将。 
1996年，授予中国人民解放军中将，曾任北京军区副政治委员。